# Axysta
Axysta är ett släkte av tvåvingar. Axysta ingår i familjen vattenflugor.
Kladogram enligt Catalogue of Life och Dyntaxa:
| Axysta | \| \| Axysta americana \| \| \| \| \| \| Axysta bradleyi \| \| \| \| \| \| Axysta cesta \| \| \| \| |
|        | \| \| Axysta americana \| \| \| \| \| \| Axysta bradleyi \| \| \| \| \| \| Axysta cesta \| \| \| \| |
|        | Axysta americana                                                                                    |
|        | |
|        | Axysta bradleyi                                                                                     |
|        | |
|        | Axysta cesta                                                                                        |
|        | |